# Санжар Роман Миколайович
Рома́н Микола́йович Санжа́р (нар. 28 травня 1979, Донецьк, УРСР, СРСР) — колишній український футболіст, що виступав на позиції півзахисника у складі криворізького «Кривбаса», донецького «Олімпіка» та низки інших українських клубів. Випускник академії донецького «Шахтаря». Після завершення кар'єри футболіста зайнявся тренерською діяльністю (двічі очолював «Олімпік» (Донецьк), а також львівські «Карпати»).

## Ігрова кар'єра
Роман Санжар народився в Донецьку, де й почав займатися футболом, закінчивши групу підготовки місцевого «Шахтаря». Протягом п'яти сезонів був основним гравцем «Шахтаря-2», однак потрапити до першої команди Роману так і не вдалося, тож 2001 року він перейшов до лав донецького «Металурга», у складі якого провів лише 5 матчів за півтора сезону, виступаючи паралельно у резервному складі донеччан та в дружківському «Машинобудівнику». Залишивши табір «Металурга», Санжар пристав на пропозицію криворізького «Кривбаса», де провів майже півтора сезону. Наступним клубом півзахисника стала луганська «Зоря», однак і там справи у Романа йшли не найкращим чином, тож на початку сезону 2004/05 він опинився у донецькому «Олімпіку». Дуже швидко Роман став одним з провідних гравців команди, отримав капітанську пов'язку та записав до свого активу непересічне досягнення, ставши автором першого на професійному рівні гола в історії «Олімпіка», який було забито 31 липня 2004 року на 7-ій хвилині поєдинку з сєвєродонецькою «Молнією».
З 2021 року виступає на аматорському рівні за клуб «Jolly Roger» в Platinum League турніру з футболу KSL Ukraine

## Тренерська кар'єра
У грудні 2012 року Роман Санжар вирішив завершити активні виступи як гравець і зосередитися на тренерській діяльності. Після відставки Романа Пилипчука 17 квітня його було призначено виконуючим обов'язки тренера «Олімпіка». Зайнявши з командою 11 місце у Першій лізі того сезону, 1 червня 2013 року Санжар обійняв посаду головного тренера на постійній основі. У першому ж повноцінному сезоні 2013/14 виграв з командою Першу лігу та вперше в історії вивів «Олімпік» у Прем'єр-лігу, після чого «олімпійцям» вдалося закріпитись в елітному футбольному дивізіоні країни. Крім цього, донеччани дійшли до півфіналу Кубка України у сезоні 2014/15, а також здобули історичну путівку в єврокубки навесні 2017 року. Під керівництвом Санжара клуб і зіграв свої перші єврокубкові матчі — проти грецького ПАОКа в рамках третього кваліфікаційного раунду Ліги Європи, якого пройти не вдалось (1:1, 0:2). У грудні 2017 року «Олімпік» продовжив з Санжаром контракт. Утім, в подальшому результати команди почали погіршуватись і 3 жовтня 2018 року Санжар вирішив подати у відставку. Під керівництвом Санжара команда провела 177 матчів, здобувши 61 перемогу, 47 раз зігравши внічию, і 69 раз поступившись супернику.
3 вересня 2019 року очолив львівські «Карпати». Під його керівництвом львів'яни здобули лише одну перемогу, першу гру проти полтавської «Ворскли», Після цього 17 матчів в УПЛ команда не змогла виграти, сім разів зігравши внічию. Клуб також вилетів з Кубка України, у серії пенальті поступившись першоліговому «Інгульцю». У результаті «леви» навіть не зуміли завершити чемпіонат: за дві неявки на матч через фінансові проблеми УПЛ ухвалила рішення достроково зняти команду з чемпіонату. Після цього у липні 2020 року Санжар покинув «Карпати».
4 травня 2021 року Санжар повернувся в «Олімпік» (Донецьк), очоливши команду на два останні тури Прем'єр-ліги 2020/21. У тренерський штаб Санжара в «Олімпіку» увійшло четверо фахівців: асистенти тренера Дмитро Гришко та Яя Туре, тренер з фізпідготовки Олексій Змієвський та тренер воротарів Станіслав Тищенко.

## Досягнення
- Переможець другої ліги чемпіонату України (2): 1997/98 (група «В»), 2010/11 (група «Б»)
- Бронзовий призер другої ліги чемпіонату України (1): 2001/02 (група «В»)
- Найкращий тренер року в УПЛ 2017 року[17].